# Louis Zutter
Jules Alexis (Louis) Zutter (Les Ponts-de-Martel, 2 december 1865 - Boudry, 10 november 1946) was een Zwitsers turner.

## Belangrijkste resultaten
Zutter was een van de twee Zwitserse deelnemers aan de Olympische Zomerspelen 1896. Zutter won de gouden medaille op het paard voltige en de zilveren medaille aan de brug en op sprong. Zutter kreeg vanwege zijn successen op de eerste Olympische Zomerspelen van zijn turnvereniging een ring en een horloge aangeboden.

### Olympische Zomerspelen
| Jaar | Plaats | Resultaten                                          |
| ---- | ------ | --------------------------------------------------- |
| 1896 | Athene | paard voltige · sprong · brug · deelgenomen rekstok |